# Tiâa (fille de Thoutmôsis IV)
Pour l’article homonyme, voir Tiâa.
Tiâa est une princesse égyptienne de la XVIIIe dynastie. Elle est la fille du pharaon Thoutmôsis IV. Son nom lui vient de sa grand-mère paternelle.
Elle est vraisemblablement la princesse représentée dans la tombe de Sobekhotep (TT63). Des vases canopes lui appartenant probablement ont été trouvés dans la vallée des Reines.
Elle meurt durant le règne de son frère Amenhotep III. Le lieu originel de sa sépulture est inconnu. Sa momie a été déplacée durant la XXIe dynastie dans la cache de Cheikh Abd el-Gournah, avec celles de plusieurs autres princesses royales : Aménémopet et Phyihia, qui étaient probablement ses sœurs ; Nebetâh, sa nièce, et les princesses Tatau, Henoutiounou, Méritptah, Sathori et Wiay. L'étiquette de sa momie l'identifie comme étant la Fille du roi Menkheperourê,. La cache a été découverte en 1857.